# Felix Römer (Autor)

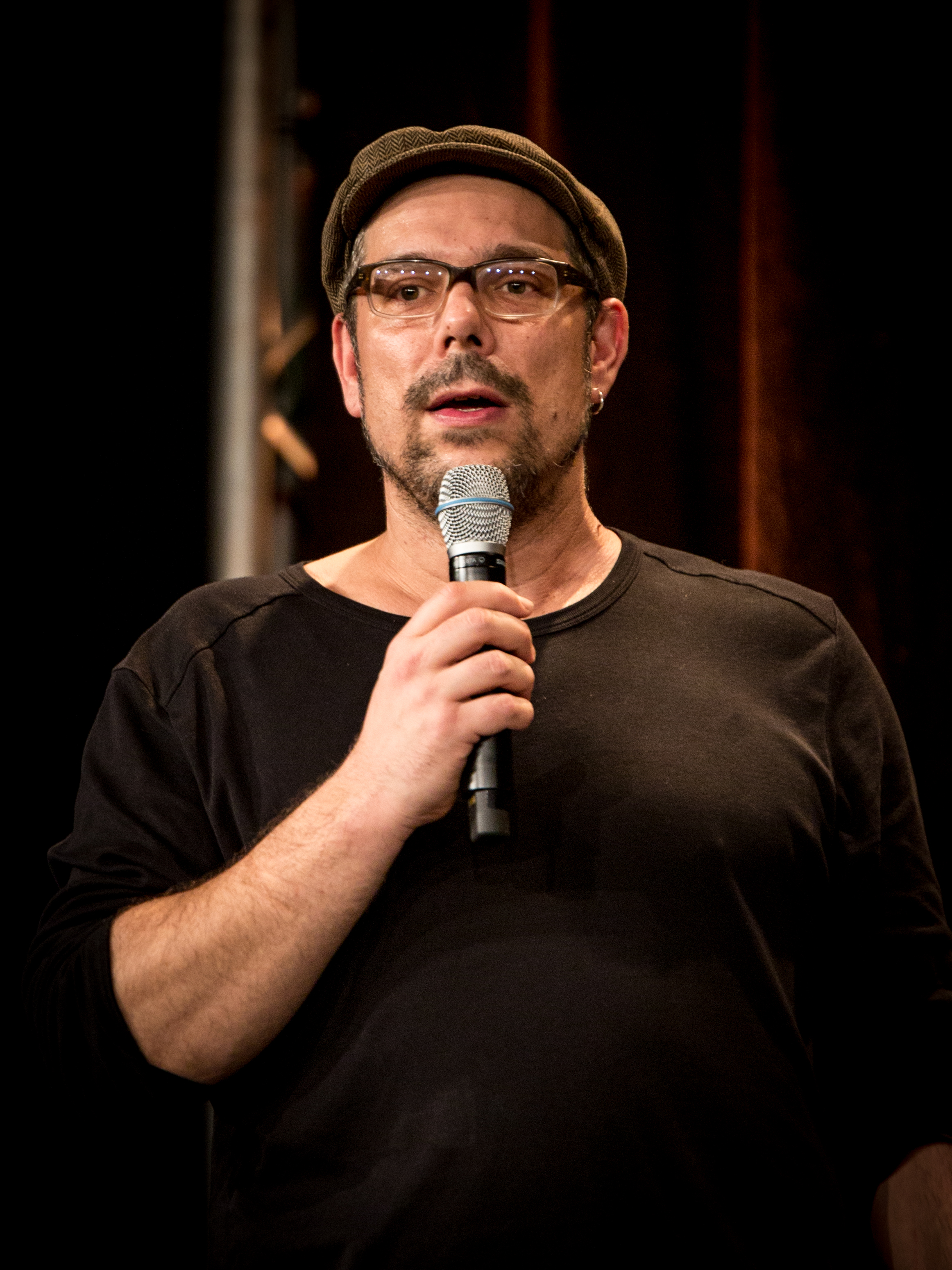
Felix Römer bei der Internationalen Kulturbörse Freiburg 2018

Felix Römer (* 13. Oktober 1979 in Kirchhain) ist ein deutscher Autor, Moderator und Slam-Poet.

## Leben
Römer, aufgewachsen in Goßfelden bei Marburg, gilt als einer der Pioniere der deutschsprachigen Slam-Szene. Bereits 1999, als das Format noch sehr jung in Deutschland war, reiste Römer als Poet durch den deutschsprachigen Raum und trat mit seiner Lyrik und Prosa bei den ersten Poetry-Slam-Veranstaltungen Deutschlands auf. Er selbst nennt das Format „Rock ‘n’ Roll für Unmusikalische“. Zwischen 1999 und 2004 gehörte er zum festen Schauspiel-Ensemble des Goethe-Theaters Wiesbaden. Hinter Marc-Uwe Kling erreichte er 2006 bei den deutschsprachigen Slam-Meisterschaften in München den zweiten Platz im Einzelwettbewerb. Gemeinsam mit Sebastian 23, Lars Ruppel und Gabriel Vetter bildete er das performative Bühnenliteratur-Team „SMAAT“, die sich als „Slam-Boygroup“ bezeichneten. 2007 wurde er in Berlin im Team-Wettbewerb mit SMAAT deutschsprachiger Poetry-Slam-Meister. Das Quartett ging mit mehreren Bühnenprogrammen auf Tour, es erschienen zwei CDs mit SMAAT-Texten. Bei diversen Lesebühnen war Römer festes Mitglied, unter anderem ab 2006 bei der Berliner Lesebühne „berlinerWald“, gemeinsam unter anderem mit Frank Klötgen, Wolf Hogekamp und Bas Böttcher. Im Satyr-Verlag erschien 2015 die Textsammlung „Verhinderter Held: Mach doch! Aber wenn nicht, halt die Fresse.“. Zuvor, so gibt er an, habe er Angst gehabt, ein Buch zu veröffentlichen, weil er fürchtete, seine Texte würden ohne seine Performance nicht wirken. Darüber hinaus sind zahlreiche seiner Texte in Anthologien sowie Literaturzeitschriften veröffentlicht worden. Er moderiert und organisiert diverse Poetry Slams in Berlin sowie Hessen und Niedersachsen, etwa in Eschwege, Kassel und Göttingen. Römer ist zudem Leiter von Workshops zu den Themen Poetry Slam sowie Kreatives Schreiben. Römer lebt und arbeitet derzeit in Berlin. Er hat drei Kinder.

## Sonstiges
- Römer schreibt Songtexte und hat zum Beispiel an einigen Songs der Band Annenmaykantereit mitgeschrieben[6]
- 2005 erkrankte Römer an Schilddrüsenkrebs, konnte die Krankheit jedoch überwinden

## Veröffentlichungen (Auswahl)
- Back for Food. Sprechstation, 2007, ISBN 978-3-939055-02-0 (CD, mit SMAAT).
- Berliner Wald/berlinerWald: Live-Literatur aus dem Festsaal Kreuzberg. Sprechstation-Verlag, 2008, ISBN 978-3-939055-06-8.
- Die Brücken der Pferde. Der gesunde Menschenversand, Luzern 2009, ISBN 978-3-905825-10-7 (CD, mit SMAAT).
- Verhinderter Held: Mach doch! Aber wenn nicht, halt die Fresse. Satyr-Verlag, 2015, ISBN 978-3-944035-54-3.